# Trương Bửu Điện
Trương Bửu Điện (3 tháng 11 năm 1929 – 15 tháng 11 năm 2011) là chính khách và nhà ngoại giao, từng giữ chức Tổng trưởng Bộ Thông tin Việt Nam Cộng hòa và Tổng Lãnh sự Việt Nam Cộng hòa tại Singapore.

## Tiểu sử
Trương Bửu Điện sinh ngày 3 tháng 11 năm 1929 tại tỉnh Tân An, Nam Kỳ, Liên bang Đông Dương.
Năm 1952, ông thi đậu lấy bằng Cử nhân Khoa học Xã hội tại Đại học Western Ontario ở London, Canada và bằng Thạc sĩ Khoa học Xã hội tại Đại học Detroit Mercy ở bang Michigan nước Mỹ vào năm 1954.
Từ năm 1959 đến năm 1963, ông là Thư ký Báo chí tại Phủ Tổng thống. Từ năm 1964 đến năm 1965, ông là nhân viên báo chí tại Phủ Thủ tướng. Năm 1965, ông giữ chức Giám đốc Thông tin Bộ Ngoại giao Việt Nam Cộng hòa.
Từ năm 1966 đến năm 1969, ông giữ chức Bí thư thứ nhất Đại sứ quán Việt Nam Cộng hòa tại Hoa Kỳ. Từ năm 1969 đến năm 1971, ông làm Phụ tá Tổng trưởng Bộ Ngoại giao Việt Nam Cộng hòa, đặc trách công tác tuyên truyền.
Từ năm 1971 đến năm 1973, ông giữ chức Tổng trưởng Bộ Thông tin Việt Nam Cộng hòa. Từ năm 1973 đến năm 1975, ông là Tổng Lãnh sự Việt Nam Cộng hòa tại Singapore. Sau biến cố 30 tháng 4 năm 1975, ông rời khỏi Singapore đến tị nạn tại châu Âu vào tháng 5 năm 1975. Ít lâu sau, ông cùng gia đình qua Mỹ định cư.
Ông qua đời vào ngày 15 tháng 11 năm 2011 tại bang Michigan nước Mỹ.

## Đời tư
Trương Bửu Điện là tín hữu Công giáo, Ông đã kết hôn và có ít nhất sáu người con.